# بيل فاجيرباك
بيل فاجيرباك (بالإنجليزية: Bill Fagerbakke) هو ممثل أمريكي بدأ مسيرته الفنية سنة 1984.

## الأعمال
- المدرب
- بوركو روسو
- الكراغل
- الساحرة المراهقة سابرينا
- جومانجي
- أحدب نوتردام
- عائلة ثورنبيري
- حكايات جزيرة التنانين
- سبونج بوب سكوير بانتس
- لؤي في الفضاء
- النبيلة والشارد 2: انطلاقة سهم
- مغامرات جاكي شان
- فيلم سبونج بوب سكوير بانتس
- بطاريق مدغشقر في شجرة عيد الميلاد
- كيف قابلت أمكما
- الفتيات الخارقات
- فاميلي غاي
- دامو ستحيل
- وفقا لجيم
- بليتش: ذكريات اللا أحد
- لا تصدق (مسلسل قصير)

## روابط خارجية
- بيل فاجيرباك على موقع IMDb (الإنجليزية)
- بيل فاجيرباك على موقع قاعدة بيانات الأفلام العربية
- بيل فاجيرباك على موقع ألو سيني (الفرنسية)
- بيل فاجيرباك على موقع ميوزك برينز (الإنجليزية)
- بيل فاجيرباك على موقع أول موفي (الإنجليزية)
- بيل فاجيرباك على موقع قاعدة بيانات برودواي على الإنترنت (الإنجليزية)
- بيل فاجيرباك على موقع قاعدة بيانات الأفلام السويدية (السويدية)
- بيل فاجيرباك على موقع إن إن دي بي (الإنجليزية)
- بيل فاجيرباك على موقع ديسكوغز (الإنجليزية)
- بيل فاجيرباك على موقع قاعدة بيانات الفيلم (الإنجليزية)